# Рейтинг вина
Рейтинг вина — оценка дегустатором потребительских качеств вина по той или иной шкале оценок. При выставлении рейтингов лабораторное оборудование не используется. Рейтинг вина всегда авторский и при публикации обязательно сопровождается указанием автора: винного критика, специализированного журнала, жюри конкурса. Система винных рейтингов зародилась в 1970-е годы в США и приблизительно с 1982 года стала оказывать на рынок вина существенное (и по мнению критиков — деформирующее) влияние.

## Дегустация вина
Для исследования качества вина проводят химический и микробиологический анализы. Но вино — сложный продукт, имеющий в своем составе много веществ, природа которых мало известна, количества ничтожны, и, тем не менее, сильно влияющих на его букет, вкус и характер. Поэтому оценить потребительские качества вина можно только методом дегустации. Дегустация вина — особая процедура с определёнными правилами проведения.
Дегустаторы могут оценивать вино (выставлять рейтинг) как с помощью специальных таблиц, где отдельно оцениваются аромат, вкус и пр., а итоговый результат (рейтинг) вычисляется лишь после заполнения всей таблицы, так и без каких-либо промежуточных оценок, а сразу, интегрально. Дегустатор обязан сверять свои оценки, свою «личную шкалу», с огромной базой уже существующих и общепризнанных оценок. Иногда в помощь дегустаторам предлагаются похожие вина с уже известными оценками.

## Различные шкалы оценок
Оценкой вин занимаются винные критики, специализированные журналы, винные конкурсы и многие другие, и профессионалы, и любители. Наиболее распространенная шкала оценок — 100-балльная. Применяются также 20-балльная, 10-балльная, 5- и 3-балльные шкалы. Винные конкурсы оценивают вина, присуждая им различные награды.
Известные винные критики и журналы и используемые ими шкалы оценок.
| шкала оценки вина | Критики, журналы |
| ----------------- | --- |
| 100-балльная      | критики:Роберт Паркер, Джеймс Саклинг, Стивен Танзер, Боб Кэмпбелл, Лука Марони, Джереми Оливер журналы: Wine Spectator, Wine Enthusiast Magazine, Gilbert & Gaillard, Wineaccess, Decantalo, Falstaff Magazine |
| 20-балльная       | критики: Дженсис Робинсон, Денис Руденко журналы: Decanter, Gault et Millau |
| 10-балльная       | применялась в СССР, на винодельческом производстве приложения: Delectable |
| 5-балльная        | журналы: Platter’s Wine Guide приложения: Vivino |
| 3-балльная        | журналы: Gambero Rosso |

Известные винные конкурсы и комплекты наград
| Винный конкурс                         | соответствие наград рейтингу                                                                             |
| -------------------------------------- | --- |
| Decanter World Wine Awards             | Медали: золотая 95-100, серебряная 90-94, бронзовая 85-89, диплом «рекомендовано» 81-84                  |
| Internation Wine Challenge             | Медали: золотая 95-100, серебряная 90-94, бронзовая 85-89, диплом «рекомендовано» 80-84                  |
| Concours de Mondial Bruxelles          | Медали: большая золотая 92.5-100, золотая 87-92.4, серебряная 84-86.9                                    |
| International Wine Challenge Catavinum | Медали: большая золотая 95-100, золотая 89-94, серебряная 80-88                                          |
| AWC Vienna                             | Медали: золотая 90-100, серебряная 87-89.9, бронзовая 84-86.9                                            |
| Japan Wine Challenge                   | Медали: золотая 18.5-20/20, серебряная 17-18.4/20, бронзовая 15.5-16.9/20, «знак одобрения» 14.5-15.4/20 |
| Mundus Vini                            | Медали: большая золотая 95-100, золотая 90-94, серебряная 85-89                                          |
| Monde Selection                        | Медали: большая золотая 92-100, золотая 85-91, серебряная 82-84, бронзовая 80-81                         |
| Berliner Wein Trophy                   | Медали: большая золотая 92-100, золотая 85-91, серебряная 82-84, бронзовая 80-81                         |

В июне 2012 года журнал Decanter опубликовал таблицу пересчета оценок по 20-ти балльной шкале в оценки по 100 балльной.

## Характеристика вина в соответствии с его рейтингом
В 1970 году американец Роберт Паркер первым начал использовать для оценки вина 100-балльную шкалу (по образцу американской системы оценок). Вина оценивались в диапазоне от 50 до 100 баллов, и характеризовались также, как и школьные отметки «плохо /хорошо», а именно: «дефектное» — «среднее» — «хорошее» — «выдающееся». Вино считалось «выше среднего» или «хорошим», если его рейтинг был по крайней мере 85 пунктов.
Англичанка Дженсис Робинсон позже предложила свой набор характеристик качества вина по принципу «скучное /интересное», или, буквально: «на грани дефектного» — «смертельно скучное» — «отличимое» — «характерное, запоминающееся» — «выдающееся». Характерные, запоминающиеся вина по шкале Робинсон начинаются с отметки 16/20, или, если пересчитать по таблице Декантера, с 86/100. Майкл Бродбент, с 1967 по 1992 годы заведовавший продажами коллекционных вин на аукционе «Кристис», использовал шкалу в 5 баллов.
Оценки и характеристики журнала Decanter
| 20-ти балльная шкала | 100 балльная шкала | характеристика вина        |
| -------------------- | ------------------ | -------------------------- |
| 18.5 — 20            | 95 — 100           | выдающееся                 |
| 17 — 18.25           | 90 — 94            | настоятельно рекомендуется |
| 15 — 16.75           | 83 — 89            | рекомендуется              |
| 13 — 14.75           | 76 — 82            | честное, не плохое         |
| 11 — 12.75           | 70 — 75+           | убогое                     |
| 10 — 10.75           | 66 — 69            | дефектное                  |

Шкала оценок и соответствующих характеристик журнала «Wine Spectator»
- 95—100 .. Классика: великое вино
- 90—94 … Выдающееся: вино с превосходными характером и стилем
- 85—89 … Очень хорошее: вино с особыми свойствами
- 80—84 … Хорошее: серьёзное, хорошо сделанное вино
- 75—79 … Посредственное: вино с недостатками, но пить можно
- 50—74 … Не рекомендуется

Однако, поскольку все оценки, как правило, сопровождаются ещё и заметками критиков, про исходные текстовые характеристики конкретной шкалы вспоминают не так часто.

## Сегментация вин по рейтингу

### < 80
Вина с рейтингом <80 (<14/20) не получают наград на конкурсах. Журнал «Wine Enthusiast» не включает их в свой каталог. Некоторые специалисты называют оценку 80/100 «фактическим порогом приемлемости». «79 и ниже» — недопустимый рейтинг для винной карты ресторана, претендующего на награду «Restaurant Wine List Awards» журнала «Wine Spectator»

### 80 — 82
«Wine Enthusiast»: «можно попробовать при случае, если ситуация ни к чему не обязывает». 80-82 — примерный средний рейтинг вин бюджетной линейки «Yellow Tail», одного из мировых лидеров по объёму продаж.

### < 85
«85 и ниже» — допустимый, но не желательный рейтинг вина из винной карты ресторана, претендующего на награду «Restaurant Wine List Awards» журнала «Wine Spectator»

### 83 — 86
«Wine Enthusiast»: «вино на каждый день»

### 86
86 и выше — оценки, которые производители уже охотно указывают в своих каталогах

### 89
Казалось бы, разница между 89 и 90 ничтожна (1 балл), но 90 — и по Паркеру, и у «Wine Spectator» вино «выдающееся», а 89 всего лишь «очень хорошее». Как иронизирует о 89 Чарльз Нил, импортер из Сан-Франциско, «если рейтинг не 90+, лучше о рейтинге вообще не вспоминать».

### 90 и выше
Оценки, которыми производители гордятся: размещают на этикетке или печатают на некхенгере (рекламный материал, крепящийся на горлышко бутылки). «90 и выше» или 90+ — как правило, так рекламируют свою коллекцию винные магазины, именующие себя «бутиками»

### 90 — 95
Томас Мэтьюз, управляющий редактор «Wine Spectator»: «Если бы я мог позволить себе пить вина только за 90, стал бы я? Да пожалуй, нет. Мир вина столь многообразен, а удовольствие от разных вин бывает таким разным. Если я открываю бутылку вечером обычного дня, то скорее всего это вино 80-88. Великое вино требует к себе и великого внимания. Порой у вас просто нет сил на это. Это как с музыкой: иногда, вам хочется послушать попсу, а иногда сесть и слушать симфонию Бетховена».

### 96 — 100
96 — 100 — высшие оценки, которых удостаиваются лишь около сотни вин по всему миру в год (иногда 30, иногда 130)

## Критика
Система винных рейтингов регулярно подвергается критике. Считается, что при оценке красных вин многие дегустаторы отдают предпочтение более насыщенным и полнотелым винам (зачастую просто не имея времени разобрать в ходе дегустации более тонкие оттенки). Система оценок подсвечивает предзаданные характеристики вин (например, выдержку в новых дубовых бочках) и игнорирует их индивидуальность (в том числе уникальность редких терруаров). Рынок подстраивается под вкусы ведущих винных критиков, что со временем приводит к унификации предлагаемых вин. Иногда вся система винных рейтингов рассматривается как инструмент глобализации винного рынка.